# Atractus dunni
Atractus dunni — вид змій родини полозових (Colubridae). Ендемік Еквадору. Вид названий на честь американського герпетолога Еммерета Ріда Данна.

## Поширення і екологія
Atractus dunni мешкають на північно-західних схилах Еквадорських Анд, переважно в провінціях Пічинча і Котопахі. Вони живуть у вічнозелених гірських лісах, на полях і пасовищах, поблизу людських поселень. Зустрічаються на висоті від 1200 до 2180 м над рівнем моря. Ведуть нічний спосіб життя, живляться дощовими черв'яками і личинками комах.

## Збереження
МСОП класифікує стан збереження цього виду як близький до загрозливого. Atractus dunni загрожує знищення природного середовища.